# East Los Angeles
East Los Angeles je nezařazené území a census-designated place v okresu Los Angeles County ve státě Kalifornie ve Spojených státech amerických. Nachází se asi 11 kilometrů od centra Los Angeles, druhého nejlidnatějšího města ve Spojených státech amerických. 
K roku 2020 zde žilo 118 786 obyvatel. S celkovou rozlohou 19 km² byla hustota zalidnění 6 152 obyvatel na km². Ještě v roce 2010 v oblasti žilo 126 496 obyvatel, přičemž 95 % obyvatel v oblasti tvoří Američané hispánského a latinskoamerického původu. Vyjma Portorika je to nejvíc v jakékoliv oblasti v USA. 